# Andruszówka (obwód winnicki)
Andruszówka (ukr. Андрушівка) – wieś na Ukrainie w rejonie pohrebyszczeńskim, obwodu winnickiego.
Siedziba dawnej gminy Andruszówka w powiecie lipowieckim Ukrainy.

## Zamek,dwór

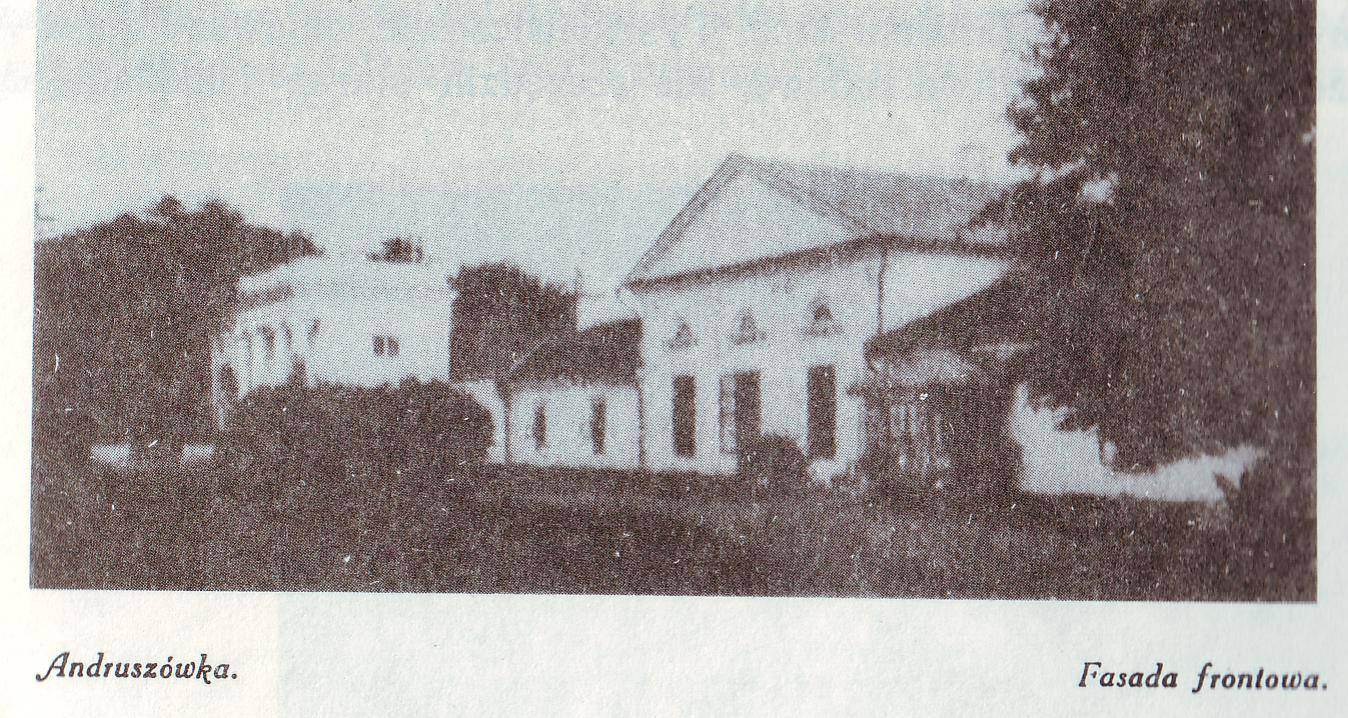
Andruszówka

- do 1917 r. w Andruszówce zachował się spory fragment gotyckiego zamku zbudowanego przez Kuczohorskich, których ród wygasł w 1510 r. Zamek w dolnych częściach zbudowany był z dużych głazów polnych.
- dwór wybudowany pod koniec XVIII w. przez Jakubowskich, przebudowany w drugiej połowie XIX w.[4]. W części głównej piętrowy, kryty dachem dwuspadowym, na końcu lewego skrzydła budynek piętrowy z kolumnadą od frontu; od strony rzeki trójboczny portyk. Własność Tyszkiewiczów[5]. Obecnie w ruinie.

## Literatura
- Roman Aftanazy, Dzieje rezydencji na dawnych kresach Rzeczypospolitej, Tom XI (Województwo Bracławskie), s. 9-15